# 沙特尔的伊沃
圣沙特尔的伊沃（拉丁語：Ivo Carnutensis，約1040年—1115年12月23日），自1090年開始擔任法國沙特爾教區主教直到去世。是叙任权斗争的重要的教会法学家。
“当时首席教会法学家”(the leading canonist of his day)。沙特尔的伊沃出身贵胄，师从教会法大师。1040年，沙特尔的伊沃出生于法国北部博韦(Beauvais)。在诺曼底的贝克(Bec)修道院，沙特尔的伊沃与基督教世界的神学翘楚多有交往，并在法国西北部的阿夫朗什(Avranches)教会学校，受到法学家、日后的坎特伯雷大主教兰弗郎克(Lanfranc，1005—1089年)的亲炙。伊沃的师友中，有即将声誉鹊起的神学家安瑟姆(Anselm，1033或1034—1109年)和后来的教皇亚历山大二世(Pope AlexanderⅡ，?—1075年)。1090年，教皇乌尔班二世任命沙特尔的伊沃为沙特尔主教。沙特尔的伊沃积极争取教皇的支持，充分利用教皇的神圣合法性，巩固自己的主教地位。教皇维克托三世(VictorⅢ，1087年在位)免除沙特尔的伊沃教皇代表的名衔，1094年，教皇乌尔班二世(UrbanⅡ，1088—1099年在位)恢复他的教皇代表名衔。他致信教皇帕斯夏二世(PaschalⅡ，1099—1118年在位)，委婉地请求教皇赋予他在自己教区周围地区代表教皇的名衔。沙特尔的伊沃在信函中，指出:教皇代表的职责“作为罗马教廷的仆人，要像医术高超的名医那样，处治各种严重的病患。”沙特尔的伊沃认为，主教在“最高牧人(上帝)差遣下，管理教区，为散漫、衰弱的羊群提供适合的引领。“